# Alfred Gervais
Pour les articles homonymes, voir Gervais.
Alfred Gervais, né le 19 décembre 1837 à Provins et mort le  16 mars 1921 à Nice, est un vice-amiral et diplomate français, grand-croix de la Légion d'honneur et médaillé militaire. 

## Biographie
Né à Provins en Seine-et-Marne, il est le fils du député Étienne Auguste Gervais et d'Émilie Zénaïde Simon.
Il entre dans la marine en 1852 et est élève de l'École navale en 1854.
Enseigne de vaisseau le 1er avril 1858, il embarque sur la corvette Catinat, et se distingue en Cochinchine en juillet 1860, lors de l'attaque du fort de la pagode des Clochetons près de Saïgon.

### Promoteur de l'alliance franco-russe
Contre-amiral, il est célèbre, à la fin du XIXe siècle, pour avoir rendu visite avec son escadre à la flotte impériale russe, basée à Cronstadt dans le golfe de Finlande, près de Saint-Pétersbourg, du 23 juillet au 4 août 1891.
Cet événement était prévu pour marquer les esprits européens, dans le cadre de la toute prochaine alliance franco-russe.
Il donne suite à de nombreuses festivités.
Début juillet, la flotte part de Cherbourg et se dirige vers la Baltique recevant les témoignages les plus flatteurs en Norvège et en Suède.
L'amiral Gervais est reçu ensuite, ainsi que son état-major, à un banquet officiel offert par le tsar Alexandre III, qui venait de visiter le Marengo, accompagné de l'ambassadeur de France M. de Laboulaye sur son yacht le Derjava.
À Peterhof, l'empereur de Russie fait jouer la Marseillaise en l'honneur de la France, hymne jusqu'alors interdit en Russie, car considéré comme révolutionnaire.
L'amiral se rend ensuite à Saint-Pétersbourg et à Moscou en visite officielle.  
En retour, la flotte impériale russe de Méditerranée menée par l'amiral Avellan fait une visite officielle à Toulon en octobre 1893 et à Paris.
À Paris, du vendredi 13 octobre au samedi 28 octobre 1893, le gouvernement français arrête un superbe et grandiose programme de réceptions et de fêtes, notamment un tir de feux d'artifice depuis la Tour Eiffel et un grand bal à l'opéra donné en l'honneur de la marine russe, etc.
Vice-amiral le 10 février 1892, Gervais est le chef d'État-major général de la Marine et directeur du cabinet de l'amiral Henri Rieunier, ministre de la Marine, en 1893.

### Commandant en chef de l'escadre de la Méditerranée
En 1896, il est commandant en chef de l'escadre de la Méditerranée occidentale et du Levant, au port militaire de Toulon.
Diplomate, il est attaché à l'impératrice de Russie pendant la visite en France du tsar Nicolas II de Russie, à Paris, en octobre 1896.

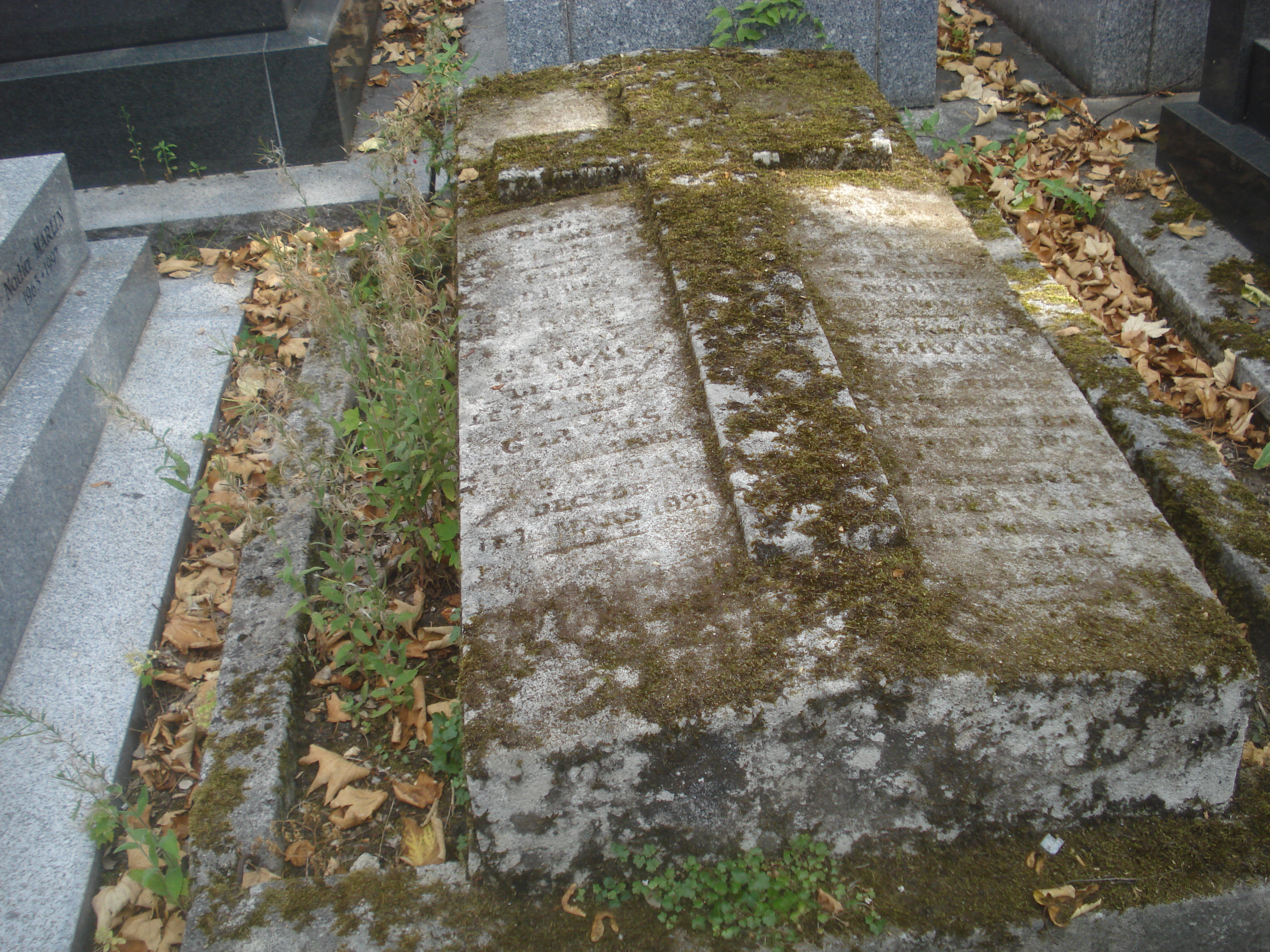
Sépulture de l’amiral Alfred Gervais et du général Auguste-Jacques Gervais – Cimetière Montmartre

Chevalier de la Légion d’honneur depuis 1860, il est élevé à la dignité de grand-croix de l'ordre le 8 août 1901.
Il est le chef de la délégation française, à Londres, au couronnement du roi d'Angleterre, Édouard VII, le 9 août 1902.
Il quitte le service actif en décembre 1902.
Alfred Gervais meurt à Nice le 16 mars 1921 . Il repose au cimetière Montmartre.

## Décorations

### Décorations  françaises
- Médaille militaire (10 juillet 1913)
- Grand-croix de la Légion d'honneur (décret du 30 juillet 1901)
- Officier de l'Instruction publique
- Médaille commémorative de l'expédition de Chine (1860)

### Décorations  étrangères
- Médaille de la Baltique (1855)
- Médaille de Crimée (1856)

## Postérité
Plusieurs rues en France, en souvenir de ces épisodes, portent le nom de Cronstadt ou amiral Gervais.
Une assiette en faïence de Sarreguemines U&C, série "Marine", lui est dédiée avec l'inscription « 1891. L'escadre française à Cronstadt », avec un dessin au centre représentant le cuirassé Marengo et un sous-marin français à deux mâts.